# Chuck Weyant
Chuck Weyant (n. 3 aprilie 1923, St. Marys⁠(d), Ohio, SUA – d. 24 ianuarie 2017, Springfield, SUA) a fost un pilot de Formula 1. De-a lungul carierei a luat startul în 4 curse, niciuna din pole-position. Nu a câștigat nicio cursă și nu a terminat niciodată pe podium, acumulând 0 puncte în întreaga activitate ca pilot de Formula 1.